# Hospodářské zvíře

Tur domácí, jedno z nejběžnějších hospodářských zvířat

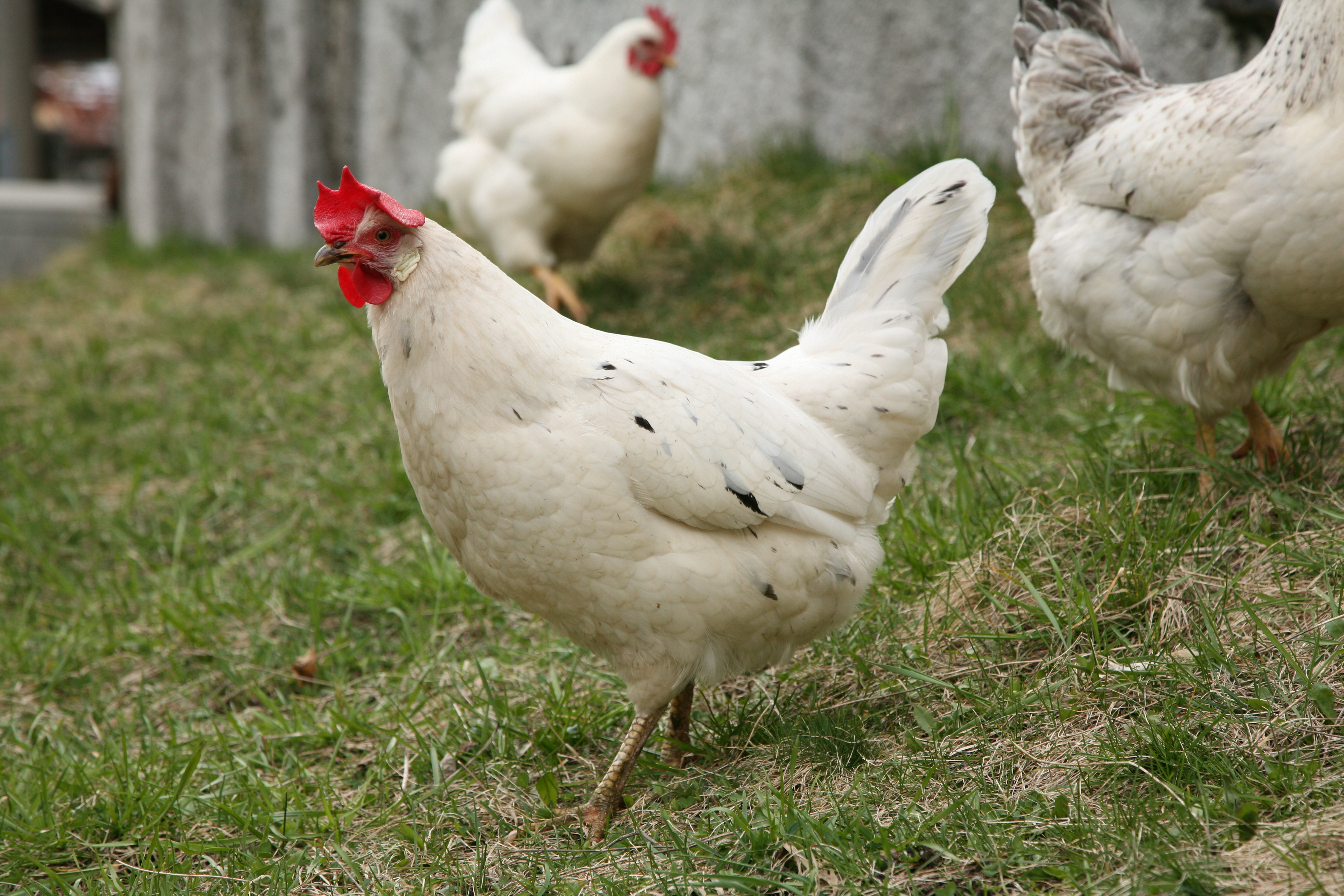
Kur domácí

Hospodářské zvíře je zvíře, u kterého se sleduje přímý hospodářský užitek. Tento pojem se obsahově překrývá s termínem domácí zvíře, nejde však o synonyma. Mezi domácí (domestikovaná) zvířata patří jak druhy chované pro hospodářský užitek, tak zvířata chovaná jako domácí mazlíčci a společníci. Mimoto se hospodářsky využívají i volně žijící nebo polodivoká zvířata, která nebyla domestikována. Hospodářský užitek se získává nejen ze savců nebo ptáků, ale obecně vlastně ze všech druhů živočichů.

## Hospodářská zvířata podle druhu a užitku
Hospodářským užitkem ze zvířat je nejčastěji komodita: mléko, maso, tuk, vejce či kožešina, mohou to být ale i kosti, paznehty, rohy nebo parohy, přírodní vlákna či chlupy, sladký med či měňavé perly.
Dále pak užitečná práce (tažná zvířata či jezdecká zvířata): především koně, případně skot nebo osli, v exotických jižních zemích ale také sloni a velbloudi, v severských zemích pak také sobi a psi.

### Hospodářská zvířata pro komodity
Hlavními hospodářskými zvířaty jsou v ČR pro maso: skot, prasata, drůbež (kuřata, krůty, kachny, pižmovky a husy) a ovce. Minoritní význam mají kozy, králíci, perličky, holubi a jelenovití, zejména sika, daněk skvrnitý a jelen, chovaní na farmách pro maso, případně parohy. Pouze nepatrný význam mají v české produkci masa nutrie, koně a pštrosi.
Velký význam v produkci masa má i chov ryb - rybníkářství a akvakultura. V ČR mají největší význam kapr obecný, pstruh americký duhový, amur bílý, tolstolobik bílý a tolstolobec pestrý, menší význam mají síhové, siveni, jeseteři a dravé ryby. K dalším chovaným druhům ryb patří lososi, tilapie nilská nebo pangas spodnooký.
Pro vejce se v ČR chovají takřka výhradně slepice, minoritní význam mají perličky a japonské křepelky, případně holubi a pštrosi. Kachní vejce jsou oblíbena v Číně, Jihovýchodní Asii a Velké Británii, ale v Evropě není konzumace obvyklá. Při nedostatečné tepelné úpravě mohou představovat zdravotní riziko. Vejce hus a krůt se nekonzumují převážně z ekonomických důvodů a používají se k dalšímu odchovu. U kachen, hus a krůt je důvodem také výrazná jarní sezónnost snášky, která ztěžuje případný ekonomický záměr.
Pro mléko je v ČR chován zejména skot, méně ovce a kozy. Jinde v Evropě a především v Asii je pro mléko chován také kůň domácí, buvol domácí, velbloud jednohrbý a dvouhrbý, jak a sob.
Pro vlnu se v ČR chovají téměř výhradně ovce, dílčí význam mají králíci a srstnatá plemena koz, v Asii poskytují vlnu také velbloudi a jaci, v Jižní Americe lama alpaka. Tuk (sádlo nebo lůj) produkují prasata, ovce, skot, někteří ptáci (husa, kachna), využívá se i máslo, získávané z mléka a lanolin z ovčí vlny.
Chov zvířat pro kožešinu je v posledních desetiletích celosvětově na ústupu, nejvíce se vyžívají kožešiny domácích ovcí, králíků a koz. Dílčí význam mají též nutrie, lišky obecné a polární (i jejich barevné variety), norci američtí, činčily nebo mývalové,dosud jsou také pro kožešinu využívání domácí psi a kočky.
K produkci kůže slouží hlavně běžná hospodářská zvířata - skot, prasata, koně, ovce, kozy, ale také krokodýli a aligátoři, chovaní na specializovaných farmách. Pro kůži, maso a pro farmaceutické účely se chovají hlavně v Asii i někteří hadi a ještěři.
V souvislosti s mechanizací v dopravě, zemědělství a lesnictví klesá význam zvířat jako pracovní síly. Ve střední Evropě včetně ČR sloužil jako pracovní a dopravní zvíře v minulosti zejména kůň, případně vůl a osel, výjimečně pes (u řezníků v 19. stol.). Na severu Evropy a Asie mají dosud význam tažní, vzácněji jezdečtí sobi, v severní Asii a Americe také saňoví psi. V Jižní Americe slouží k nošení nákladů lama krotká, v horách centrální Asie jak a výjimečně i berani některých plemen ovcí. V aridních oblastech Asie a Afriky oba druhy velbloudů. Velbloudi (hlavně jednohrbí) se používjí rovněž k jízdě a výjimečně i k zápřahu. V Indii a Jihovýchodní Asii je především v lesnictví při těžbě dřeva používáni ochočení sloni, v případě slonů se však nejedná o klasickou domestikaci, ale o ochočování odchycených volně žijících zvířat.
Jako laboratorní zvířata slouží hlavně žáby drápatky, axolotli, některé ryby (danio pruhované, gupka), morčata, králíci, myši, potkani, méně křečci, domácí kočky, psi, prasata a primáti. Současným trendem však je využití zvířat při biologickém, medicínském, farmaceutickém či kosmetickém výzkumu co nejvíce omezit.
Mezi hospodářskými zvířaty najdeme i bezobratlé. Z hmyzu je to především včela medonosná, chovaná jak pro med jako potravinu, tak i pro vosk a další včelí produkty) a bourec morušový, chovaný pro hedvábné vlákno, méně jako potravina (larvy a kukly jsou v Asii oblíbenou delikatesou. Nově se začínají využívat také roztoči, především ti draví, například v zemědělství jako ochrana před škůdci. Roztoči se však používají i v potravinářství, konkrétně třeba při výrobě a zrání některých sýrů.
Z mořských či sladkovodních mlžů se využívají perlorodky pro perly a ústřice (například slávky) pro jídlo. Podobně se využívají také suchozemští plži, například hlemýždi nebo oblovky.
Průmyslově se využívají i korýši: raci, langusty, krabi, humr i garnáti a krevety, hlavně jako potrava, nově i jako zdroj chitinu jako materiálu pro technologické použití.
Zejména v Asii se pro hospodářské účely se chovají i plazi (hadi, želvy, krokodýli i aligátoři), ti především pro kůže, ale i obojživelníci, například skokan volský, především pro maso.

### Hospodářská zvířata pro práci
Speciálním případem je zcela jistě pes, který může být jak hospodářským zvířetem pro užitek z práce (pastevečtí psi, hlídací a bojoví, záchranářští psi, slepečtí psi, tažní psi do spřežení aj.), pro komoditu (krev pro lékařské pokusy, dokonce na maso, lze i vlna), tak i domácím miláčkem. Unikátní užitek byl z bezsrsté rasy určené pro zahřívání postele.

## Domestikace
Termín hospodářské zvíře souvisí s termínem domestikace, protože většina hospodářských zvířat jsou zvířata domestikovaná. Můžeme se ale setkat i se zvířaty divokými i polodomestikovanými (antilopa losí), nebo bez jakéhokoli vztahu k člověku (korýši, plazi).